# Mauricio Santa María Salamanca
Mauricio Santa María Salamanca, né le 19 août 1966 à Bogota, est un économiste et homme politique colombien. Il occupe le poste de ministre de la protection sociale puis celui de ministre de la santé et de la protection sociale sous la présidence de Juan Manuel Santos.